# Alberta (Alabama)
Alberta ist ein gemeindefreies Gebiet im Wilcox County im Bundesstaat Alabama in den Vereinigten Staaten.

## Geographie
Alberta liegt im Zentrum Alabamas im Süden der Vereinigten Staaten.
Nahegelegene Orte sind unter anderem Catherine (7 km südwestlich), Safford (5 km nordöstlich), Orrville (13 km nordöstlich) und Thomaston (15 km westlich). Die nächste größere Stadt ist mit 205.000 Einwohnern das etwa 100 Kilometer östlich entfernt gelegene Montgomery.

## Verkehr
Alberta liegt an der Alabama State Route 5, die von Thomasville bis nach Natural Bridge verläuft. Sie bildet auch einen Anschluss an den U.S. Highway 43 im Südwesten sowie den U.S. Highway 80 im Nordosten.

## Persönlichkeiten
- Marie Foster (1917–2003), bekannte Aktivistin der Menschenrechtsbewegungen in den 1960er Jahren
- Joseph Smitherman (1929–2005), Politiker und 35 Jahre lang Oberbürgermeister von Selma